# Xian de Yangxin (Shandong)
Pour les articles homonymes, voir Yangxin.
Le xian de Yangxin (阳信县 ; pinyin : Yángxìn Xiàn) est un district administratif de la province du Shandong en Chine. Il est placé sous la juridiction de la ville-préfecture de Binzhou.

## Démographie
La population du district était de 426 117 habitants en 1999.